# Vojarmolyl'ky
Il Vojarmolyl'ky (in russo Воярмолылькы?) è un fiume della Russia siberiana occidentale, affluente di sinistra del Taz. Scorre nel Circondario autonomo Jamalo-Nenec.
Nasce nella sezione settentrionale del vasto bassopiano siberiano occidentale in una zona paludosa ricca di laghi; scorre poi in direzione mediamente nord-orientale/orientale. La lunghezza del fiume è di 169 km; il bacino è di 1 190 km². Sfocia nel Taz a 297 km dalla foce.